# Itame halituaria
Itame halituaria là một loài bướm đêm trong họ Geometridae.